# Derovatellus taeniatus
Derovatellus taeniatus är en skalbaggsart som beskrevs av Olof Biström 1979. Derovatellus taeniatus ingår i släktet Derovatellus och familjen dykare. Inga underarter finns listade i Catalogue of Life.